# Joseph Jonsson
Joseph Jonsson, född 8 december 1997 i Landsbro i Lannaskede församling, Småland, är en svensk professionell ishockeyspelare som spelar för Tingsryds AIF i Hockeyallsvenskan. Hans moderklubb är Boro/Vetlanda HC.